# Brussinocryptus impavidus
Brussinocryptus impavidus là một loài tò vò trong họ Ichneumonidae.